# Lubomír David (zápasník)
Lubomír David (* 17. února 1964 Karlovy Vary) je bývalý československý a slovenský zápasník – klasik, účastník olympijských her v roce 1988.

## Sportovní kariéra
Zápasení se začal aktivně věnovat v 15 letech při učení v chomutovských železárnách v klubu TJ VTŽ. Po absolvování vojenské službu v trenčínské Dukle se přesunul do Ostravy do Baníku k trenéru Kamilu Odehnalovi. Do československé reprezentace klasiků se propracoval pomalu v nejtěžší supertěžké váze do 130 kg.
V roce 1988 mu k olympijské nominaci na olympijské hry v Soulu pomohla rivalita s pražským Václavem Vaňkem. V Soulu po výhře nad Libanoncem Kodrem Bišárou v prvním kole skupiny A si v následujícím utkání s Rakušanem Neumüllerem zranil koleno a do třetího kola proti Švédu Tomasi Johanssonovi nenastoupil.
V roce 1990 vybojoval 5. místo na mistrovství Evropy v polské Poznani, ale do olympijského roku 1992 formu neudržel a na olympijských hrách v Barceloně nestartoval. Po skončení sportovní kariéry se krátce věnoval trenérské práci. Je dvojnásobným mistrem Československa z roku 1989 a 1990.
Jeho dvě dcery Lucie (*1991) a Karolína (*1993) hrály na výkonnostní úrovni softball za Arrows Ostrava. Jako jejich doprovod po zápasech si tento sport oblíbil a od roku 2008 začal trénovat mladé softbalistky v Arrows a extraligové ženy Snails Kunovice.

### Výsledky v zápasu řecko-římském
| Turnaj             | 1987 | 1988 | 1989 | 1990 |
| Turnaj             | 23   | 24   | 25   | 26   |
| Turnaj             | -130 | -130 | -130 | -130 |
| ------------------ | ---- | ---- | ---- | ---- |
| Olympijské hry     |      | úč.  |      |      |
| Mistrovství světa  | úč.  |      | —    | úč.  |
| Mistrovství Evropy | úč.  | —    | —    | 5.   |